# Spilomena reticularis
Spilomena reticularis (лат.) — вид песочных ос рода Spilomena из подсемейства Pemphredoninae (Crabronidae).

## Распространение
Индия (Керала).

## Описание
Мелкие коренастые осы с сидячим брюшком (около 3 мм), основная окраска чёрная (голова и грудь). От близких видов отличается следующими признаками: мезоплевра, мезоскутум и щека тонко сетчатые; отношение длины к ширине скапуса = 14:3; отношение длины к ширине стигмы = 22:9; проподеальный дорзум морщинистый, с поперечными выступами по бокам; проподеальный дорзум морщинистый, с поперечными бороздками сбоку; задняя поверхность с неровными гребнями и срединным продольным килем. Голова и мезосома в основном чёрные; метасома желтовато-коричневая; жвалы (кроме коричневой вершины), усики, тегула и ноги жёлтые, жилки передних крыльев и стигма коричневые. Затылочный киль отсутствует; переднее крыло с удлиненной маргинальной ячейкой, длиннее стигмы, на вершине замкнутая; присутствуют две закрытые субмаргинальные ячейки; есть одна возвратная жилка и две дискоидные ячейки; брюшко без петиоля; воротник переднеспинки с полным поперечным валиком. Усики самца 13-члениковые, самки — 12-члениковые. Нижнечелюстные щупики состоят из 6 члеников, а нижнегубные — из 4.
Предположительно, как и другие виды своего рода ловят мелких насекомых, а гнёзда располагаются в готовых полостях древесины (ходах ксилофагов, в ветвях).
Вид был впервые описан в 2021 году в ходе ревизии, проведённой индийскими гименоптерологами Tessy Rajan, Girish P. Kumar, P. M. Sureshan и C. Binoy (Zoological Survey of India, Eranhipalam, Кожикоде, Керала, Индия).